# Den gamle mannen och officeren
Den gamle mannen och officeren (rumänska: Pe strada Mântuleasa, "på Mântuleasa-gatan") är en kortroman från 1967 av den rumänske författaren Mircea Eliade. Den handlar om en gammal man som blir förhörd av Rumäniens kommunistmyndigheter, misstänkt för att vara en hemlig fascistagent, men förbluffar förhörsledarna med sina förklaringar med rötter i rumänska folksägner. Boken gavs ut på svenska 1978 i översättning av Barbro Andersson.

## Tematik
Mircea Eliade skrev om sitt syfte med romanen: "Jag ville konstruera en sammanstötning mellan två mytologier: folksägnens mytologi, människornas, som fortfarande är levande, fortfarande väller upp inom den gamle mannen, och den moderna världens mytologi, teknokratins. ... Dessa två mytologier direktkolliderar. Poliserna försöker upptäcka den dolda meningen i alla dessa berättelser. ... Men de har skygglappar, de kan bara leta efter politiska hemligheter. ... De är oförmögna att föreställa sig att det kan finnas mening utanför det politiska fältet."